# Passt nicht!
Passt nicht! … macht aber nix! ist ein Kartenspiel des deutschen Spieleautors Thomas Weber für zwei bis sechs Mitspieler aus dem Jahr 2023 im Verlag Schmidt Spiele. 2023 wurde das Spiel auf die Empfehlungsliste zum Spiel des Jahres aufgenommen.

## Thema und Ausstattung
Bei dem Spiel handelt es sich um ein einfaches Karten-Ablagespiel, bei dem die Mitspieler ähnlich wie bei Mau Mau und ähnlichen Spielen versuchen, ihre Handkarten möglichst schnell loszuwerden. Anders als bei diesen Vorläufern gibt es bei Passt nicht! für jeden Spieler eine zusätzliche eigene Ablage, mit der sie Punkte für die Wertung am Spielende machen können.
Das Spielmaterial besteht neben der Spielanleitung aus 60 Zahlenkarten mit je zwei Karten der Kartenwerte 0 bis 5 in fünf Farben, vier Jokern und acht Übersichtskarten.

## Spielweise
Zur Vorbereitung einer Spielrunde bekommt jeder Mitspieler eine Überblickskarte, die Zahlenkarten und Joker werden gemischt und jeder Mitspieler erhält fünf Handkarten. Die restlichen Karten werden verdeckt in die Tischmitte gelegt, die oberste Karte wird als Startkarte für den Ablagestapel aufgedeckt.
Beginnend mit einem Startspieler spielen die Mitspieler im Uhrzeigersinn. Der jeweils aktive Spieler legt immer genau eine Karte entweder in Farbe oder Wert passend zur obersten Karte auf den Ablagestapel oder, wenn diese nicht passt, in seine eigene Auslage vor sich ab. Auf den Ablagestapel kann er dabei entweder eine Karte aus seiner Hand oder aus seiner Auslage spielen, sie muss jedoch die gleiche Zahl oder die gleiche Farbe wie die oberste Karte der Ablage haben. Immer, wenn ein Spieler eine Karte auf die Ablage legt, sagt er laut „Passt!“.
Wählt der Spieler eine Karte für seine Auslage, darf diese weder in Farbe noch Wert mit der Ablagekarte übereinstimmen. Er sagt „Passt nicht!“ und legt sie offen vor sich ab. Farben gleiche Farbe werden dabei jeweils aufeinander gelegt, sodass nur die oberste Karte sichtbar ist. Hat ein Spieler eine Karte in seine Auslage gelegt, muss er eine neue Karte vom Nachziehstapel auf die Hand ziehen. Immer, wenn ein Spieler am Zug ist und eine der obersten Karten aus seiner Auslage zur Ablage passt, muss er entweder aus der Hand oder aus der Auslage in die Ablage spielen. Ein Joker passt immer in die Ablage und darf dort abgelegt werden, er kommt nie in die Auslage. Legt ein Spieler einen Joker, darf er sich eine Farbe wünschen und wenn der nachfolgende Spieler eine Karte dieser Farbe in der Auslage hat, muss er dem Wunsch entsprechen und eine passende Karte aus seiner Hand oder der Auslage legen. Ein Joker darf zudem von einem weiteren Joker bedient werden.
Eine Runde endet, sobald ein Spieler seine letzte Handkarte abgelegt und damit keine Karte mehr auf der Hand hat. Wir die letzte Handkarte in die Auslage gelegt, muss er eine Karte nachziehen und das Spiel geht weiter. Sobald eine Runde beendet wurde, addieren alle Spieler die Werte aller Karten ihrer Auslage und ziehen von der Summe die Werte der noch auf ihrer Hand befindlichen Karten ab. Ein Joker zählt dabei 10 Punkte. Sieger der Runde ist der Spieler mit dem höchsten Wert. Das Spiel endet, wenn ein Spieler nach der Wertung einer Runde insgesamt mindestens 50 Punkte erreicht hat, dieser Spieler gewinnt das Spiel.

## Veröffentlichung und Rezeption
Das Spiel Passt nicht! wurde von Thomas Weber entwickelt und 2023 bei dem deutschen Verlag Schmidt Spiele veröffentlicht. Im Folgejahr erschien eine Version auf Französisch mit dem Namen „KolpA!“ und 2025 veröffentlichte der Verlag Devir eine multilinguale Version des Spiels auf Englisch, Spanisch, Portugiesisch, Katalanisch und Italienisch.
Das Spiel wurde 2023 auf die Empfehlungsliste zum Spiel des Jahres aufgenommen. Harald Schrapers vergleicht es in seinem Blog mit dem im gleichen Jahr erschienen FTW?! von Friedemann Friese und benennt beide als „herausragende Kartenspiele“, die „die Uno-Mau-Mau-Mechanik neu interpretieren“. Er kritisiert „die Regel, dass bei Passt nicht keine feste Rundenzahl gespielt wird, sondern 50 Punkte erreicht werden müssen“ und empfiehlt stattdessen, „in einer Vier-Personen-Partie immer exakt vier Runden“ zu spielen.
Nach Udo Bartsch ist Passt nicht! ein „Spiel, das sich wunderbar gemein spielen lässt.“ Er schreibt, dass er das Spiel fast unterschätzt habe und erwartet hätte, dass der Spielreiz nachlässt, merkt aber: „Er lässt nicht nach. Seit Monaten nicht. Man kann Passt nicht! einfach nur fröhlich und schadenfreudig herunterdreschen.“ Er bewertet es als außerordentlich und für ihn spielt es in der für ihn sehr weit oben angesetzten „L.A.M.A.-Liga“.  Zudem schrieb er, dass es sich neben Trio zum von ihm „meistgespielten kleinen Spiel der Saison entwickelte“.

## Belege
1. 1 2 3 4 5 6 7  Spielanleitung Passt nicht!, Schmidt Spiele 2023
2. ↑  Versionen von Passt nicht! in der Spieledatenbank BoardGameGeek (englisch); abgerufen am 24. November 2024.
3. ↑  Harald Schrapers: Uno-Mau-Mau-Derivate: FTW?! vs. Passt nicht!, Rezension auf dem Blog brett-spiel.de, 23. Dezember 2023; abgerufen am 21. Dezember 2024.
4. ↑  Udo Bartsch: Passt nicht!, Rezension auf dem Blog „Rezensionen für Millionen“, 17. Mai 2024; abgerufen am 21. Dezember 2024.
5. ↑  Udo Bartsch: Trio, Rezension auf dem Blog „Rezensionen für Millionen“, 8. April 2024; abgerufen am 24. November 2024.